# ヘルソン・バウティスタ
- ヘルソン・バウティースタ
- ハーソン・バウティースタ
- ヘルソン・ボーティスタ
- ハーソン・ボーティスタ

ヘルソン・バウティスタ（Gerson Bautista，スペイン語発音: [ˈxɛɾ.sõn bau̯.ˈtis.ta]，英語発音: [ˈhɜrsən bɔˈtistə]，1995年5月31日 - ）は、ドミニカ共和国サン・フアン州サンフアン・デ・ラ・マグアナ出身のプロ野球選手（投手）。右投右打。MLBのサンフランシスコ・ジャイアンツ傘下所属。

## 経歴

### プロ入りとレッドソックス傘下時代
2013年4月、アマチュア・フリーエージェントでボストン・レッドソックスと契約してプロ入り。
翌年の2014年6月6日、ルーキー級ドミニカン・サマーリーグ・レッドソックスで先発しプロデビューを果たす。この年は同チームで12先発・1救援・61.0回を投げて、2勝1敗、防御率1.03を記録した。
2015年は、同じくルーキー級のガルフ・コーストリーグ・レッドソックスに所属し、11先発・1救援で52.0回を投げて、3勝3敗、防御率2.77を記録した。
2016年は、開幕をA-級ローウェル・スピナーズで迎え、7月にA級グリーンビル・ドライブに昇格した。この年は2チーム合計で23救援・35.1回を投げて、1勝4敗6セーブ・防御率2.55を記録した。
2017年は、開幕をA+級セイラム・レッドソックスで迎えた。

### メッツ時代
2017年7月31日、アディソン・リードとのトレードで、ジェイミー・カラハン、スティーブン・ノゴセクと共にニューヨーク・メッツへ移籍した。移籍後はA+級セントルーシー・メッツに所属。2017年シーズンはセイラムとセントルーシー2チーム合計で37救援・59.2回を投げて、3勝3敗9セーブ、防御率4.22を記録した。メッツは2017年シーズン終了後にバウティスタを40人枠に追加した。
2018年は、AA級ビンガムトン・ランブルポニーズで開幕を迎えた。4月17日にメジャー昇格すると、同日に行われたワシントン・ナショナルズ戦で救援登板し、メジャーデビューを果たす。この試合では1.0回を投げて無失点であった。4月19日のアトランタ・ブレーブス戦後にAA級ビンガムトンに降格となった。5月7日にはAAA級ラスベガス・フィフティワンズに昇格。5月29日に再びメジャー昇格、6月2日にAAA級ラスベガスに降格し、シーズンを終えた。この年はマイナーの2チーム合計で37救援・49.0回を投げて、3勝1敗3セーブ、防御率5.14を、メジャーでは5救援・4.1回を投げて、0勝1敗、防御率12.46を記録した。

### マリナーズ時代
2018年12月1日、エドウィン・ディアス、ロビンソン・カノ、及び金銭2千万ドルとのトレードで、ジェイ・ブルース、ジャレッド・ケルニック、アンソニー・スウォーザック、ジャスティン・ダンと共にシアトル・マリナーズへ移籍した。
2019年は8登板（2先発）で防御率11点台だった。
2020年は右肘の故障のため登板が無かった。レギュラーシーズン終了後の10月23日にマイナー契約で傘下のAAA級タコマ・レイニアーズへ配属された。
2021年3月22日に自由契約となった。

### メキシカンリーグ時代
2021年4月22日にメキシカンリーグのメキシコシティ・レッドデビルズと契約した。22試合にリリーフ登板し、1勝1敗2セーブ、防御率1.99の成績を残した。

### ジャイアンツ傘下時代
2021年7月23日にサンフランシスコ・ジャイアンツとマイナー契約を結び、AAA級サクラメント・リバーキャッツに配属された。

## 投手としての特徴
最速100mphを超える速球が武器だが、コントロールが悪い。

## 詳細情報

### 年度別投手成績
| 年 度    | 球 団    | 登 板 | 先 発 | 完 投 | 完 封 | 無 四 球 | 勝 利 | 敗 戦 | セ 丨 ブ | ホ 丨 ル ド | 勝 率 | 打 者 | 投 球 回 | 被 安 打 | 被 本 塁 打 | 与 四 球 | 敬 遠 | 与 死 球 | 奪 三 振 | 暴 投 | ボ 丨 ク | 失 点 | 自 責 点 | 防 御 率 | W H I P |
| -------- | -------- | ----- | ----- | ----- | ----- | -------- | ----- | ----- | -------- | ----------- | ----- | ----- | -------- | -------- | ----------- | -------- | ----- | -------- | -------- | ----- | -------- | ----- | -------- | -------- | ------- |
| 2018     | NYM      | 5     | 0     | 0     | 0     | 0        | 0     | 1     | 0        | 0           | .000  | 25    | 4.1      | 18       | 2           | 5        | 0     | 0        | 3        | 1     | 0        | 6     | 6        | 12.46    | 3.00    |
| 2019     | SEA      | 8     | 2     | 0     | 0     | 0        | 0     | 1     | 0        | 0           | .000  | 49    | 9.0      | 13       | 2           | 9        | 0     | 0        | 7        | 2     | 1        | 11    | 11       | 11.00    | 2.44    |
| MLB：2年 | MLB：2年 | 13    | 2     | 0     | 0     | 0        | 0     | 2     | 0        | 0           | .000  | 74    | 13.1     | 21       | 4           | 14       | 0     | 0        | 10       | 3     | 1        | 17    | 17       | 11.48    | 2.63    |

- 2020年度シーズン終了時

### 年度別守備成績
| 年 度 | 球 団 | 投手（P） | 投手（P） | 投手（P） | 投手（P） | 投手（P） | 投手（P） |
| 年 度 | 球 団 | 試 合     | 刺 殺     | 補 殺     | 失 策     | 併 殺     | 守 備 率  |
| ----- | ----- | --------- | --------- | --------- | --------- | --------- | --------- |
| 2018  | NYM   | 5         | 0         | 0         | 0         | 0         | ----      |
| 2019  | SEA   | 8         | 0         | 0         | 0         | 0         | ----      |
| MLB   | MLB   | 13        | 0         | 0         | 0         | 0         | ----      |

- 2020年度シーズン終了時

### 背番号
- 46（2018年 - 2019年）